# Leninprijs

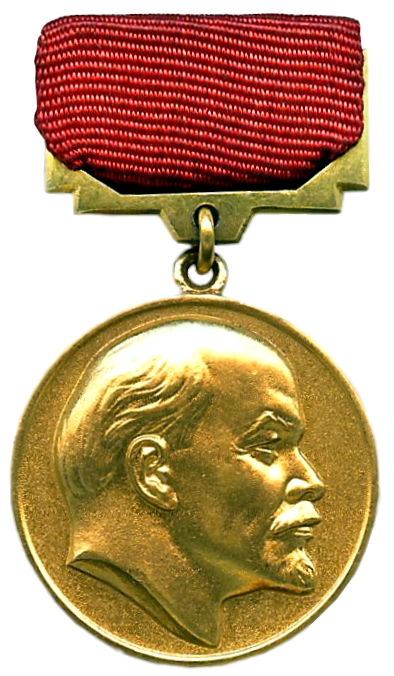
Medaille van de Leninprijs

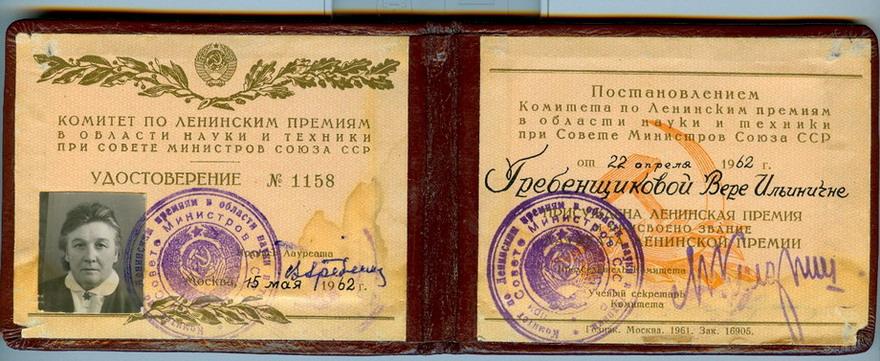
Buitenkant van het certificaat horende bij de Leninprijs

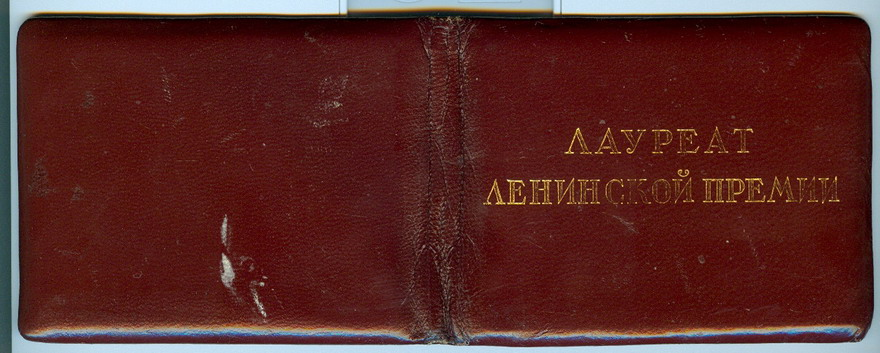
Binnenkant van het certificaat horende bij de Leninprijs

De Leninprijs (Russisch: Ленинская премия, Leninskaja premija), ook wel de Internationale Leninprijs voor Wetenschap en Cultuur, was een van meest prestigieuze prijzen van de Sovjet-Unie. De prijs werd uitgereikt aan personen die een belangrijke individuele prestatie hadden geleverd in de wetenschap, literatuur, kunst, architectuur en de technologie.
De prijs werd op 23 juni 1925 voor het eerst uitgereikt en de ceremonie vond jaarlijks plaats op 22 april, de geboortedag van Lenin. Tussen 1935 en 1956 werd de prijs niet uitgegeven, omdat deze was vervangen door de Stalinprijs.
De laureaat van deze prijs genoot in de Sovjet-Unie veel aanzien. Hij of zij droeg een kleine ronde gouden medaille aan een strookje rood lint binnen een gouden beugel op het rechterrevers van de jas. Deze medaille werd boven de andere medailles, onderscheidingen en orden gespeld. In de Sovjet-Unie werden de onderscheidingen, zeker deze kleine medailles en de kleine gouden sterren van een heldenorde als die van een Held van de Sovjet-Unie of een Held van de Socialistische Arbeid bij iedere feestelijke of formele gelegenheid opgespeld. Er was geen alternatief want ook voor de medaille van de Leninprijs was niet in een knoopsgatversiering, baton of miniatuur voorzien.
Stalin liet zichzelf waar mogelijk eren en de naar hem genoemde prijs nam die van de naar de stichter van de Sovjet-Unie in. Toen Nikita Chroesjtsjov de inmiddels overleden Stalin had beschuldigd van vreselijke misdrijven en de persoonsverheerlijking rond Stalin aan de kaak had gesteld begon een destalinisatie en verdween ook de Stalinprijs. Als vervanger werd in 1966 een Staatsprijs van de Sovjet-Unie ingesteld die inmiddels, mét die staat, is verdwenen.
Vanaf 15 augustus 1956 werd de prijs tot in 1991 opnieuw uitgereikt.
De prijs moet niet worden verward met de Leninprijs voor de Vrede, die onder andere aan Nelson Mandela en Soekarno is toegekend. Ook deze prijs werd een aantal jaren lang vervangen door de Stalin Vredesprijs.

## Lijst van ontvangers van de Leninprijs
Dit is een incomplete lijst van ontvangers van de Leninprijs. Tussen haakjes staat zowel het jaar van ontvangst als het vakgebied waarin de prijs is uitgereikt vermeld.
- Nikolaj Vavilov (1926, plantkunde)
- Tichon Chrennikov (1942, 1946 en 1951, muziek)
- Jorge Amado (1951, literatuur)
- Leonid Leonov (1953, literatuur)
- Sergej Prokofjev (1957, muziek, postuum uitgereikt voor Symfonie nr. 7)
- Nikolaj Bogoljoebov (1958, natuurkunde)
- Dmitri Sjostakovitsj (1958, muziek)
- Aram Chatsjatoerjan (1959, muziek)
- Nikolaj Basov (1959, natuurkunde)
- Georgi Vasiljevitsj Sviridov (1960, muziek)
- David Oistrach (1960, muziek)
- Michail Sjolochov (1960, literatuur)
- Aleksandr Tvardovski (1961, literatuur)
- Kornej Tsjoekovski (1962, literatuur)
- Emil Gilels (1962, muziek)
- Lev Landau (1962, natuurkunde)
- Tsjyngyz Ajtmatov (1963, literatuur)
- Aleksandr Solzjenitsyn, (1964, literatuur)
- Sergej Brjoechonenko (1965, fysiologie, postuum uitgereikt)
- Giacomo Manzù (1966, beeldende kunst)
- Joris Ivens (1967, film)
- Igor Moisejev (1967, dans)
- Ljoedmila Georgijevna Zykina (1970, muziek en dans)
- Gennadi Rozjdestvenski (1970, muziek)
- Konstantin Simonov (1974, literatuur)

Orde van Sint-Andreas de Eerstgeroepene ·
Orde van de Heilige Catharina ·
Sint-Jorisorde ·
Orde van Sint-Anna ·
Alexander Nevski-orde ·
Orde van de Witte Adelaar (Polen) ·
Orde van Sint-Stanislaus ·
Orde van Sint-Vladimir ·
Herdenkingsdecoratie voor het 300-jarig bestaan van de Romanov-dynastie ·
Orde van het Rode Kruis voor Vrouwen en Meisjes ·
Soevereine Militaire Hospitaalorde van Sint-Jan van Jeruzalem en Malta in Rusland ·
Held van de Arbeid (1922) ·
Orde van de Rode Vlag van de Arbeid ·
Leninorde ·
Leninprijs ·
Held van de Sovjet-Unie ·
Gouden Ster ·
Orde van de Oktoberrevolutie ·
Ereteken van de Sovjet-Unie ·
Orde van de Glorie van de Arbeid ·
Orde van de Rode Banier ·
Held van de Socialistische Arbeid ·
Moeder-Heldin .
Heldenstad ·
Meester in de sport ·
Orde van de Vriendschap ·
Orde van de Vaderlandse Oorlog ·
Orde van de Eer ·
Orde van de Glorie ·
Orde van Nachimov ·
Orde van Koetoezov ·
Orde van Oesjakov ·
Orde van Soevorov ·
Orde van Bogdan Chmelnitski ·
Orde van de Rode Ster ·
Orde van de Heilige Aartsengel Michaël ·
Onderscheidingskruis van de Heilige Apostelgelijke Vorstin Olga ·
Orde van Sint-Nicolaas de Wonderdoener
Zie ook: Ridderorden in Rusland · Orden van de Sovjetrepublieken · Orden van de Sovjet-Unie · Medailles van de Sovjet-Unie